# Nigdy nie mów zawsze
Nigdy nie mów zawsze – pierwszy album studyjny polskiej piosenkarki Paulli. Został wydany 28 listopada 2008 nakładem wytwórni płytowej Universal Music Polska. 12 października 2009 ukazała się jego reedycja, na której znalazło się pięć nowych piosenek. Autorem wszystkich utworów na płycie jest Adam Konkol.
Album promowało pięć singli: „Kolęda dla ciebie”, „Od dziś”, „I prosto w serce”, „Dwa słowa dla życia” i „Tak mało o życiu”.
Łączny nakład płyty przekroczył 35 tysięcy egzemplarzy.

## Lista utworów
1. „I prosto w serce”  – 3:08
2. „Już wiem (I gdyby ktoś)”  – 3:17
3. „Pamiętaj o mnie, gdy mnie już nie będzie”  – 3:13
4. „Od dziś”  – 3:07
5. „Słowem będę” – 3:28
6. „Jak się masz, jak ci mija życie” – 3:23
7. „Tak mało o życiu”  – 3:10
8. „Jestem kim” – 3:18
9. „Ja i ty, ty i ja” – 3:23
10. „Jak nigdy” – 3:50
11. „Kolęda dla ciebie”  – 3:16
12. „Jeden dzień dla miłości”  – 3:32
13. „I gdyby ktoś zapytał mnie”  – 1:38

## Reedycja

### CD 1
1. „I prosto w serce” – 3:08
2. „Już wiem (I gdyby ktoś)”  – 3:17
3. „Pamiętaj o mnie, gdy mnie już nie będzie”  – 3:13
4. „Od dziś” – 3:07
5. „Słowem będę”  – 3:28
6. „Jak się masz, jak ci mija życie”  – 3:23
7. „Tak mało o życiu” – 3:10
8. „Jestem kim”  – 3:18
9. „Ja i ty, ty i ja”  – 3:23
10. „Jak nigdy”  – 3:50
11. „Kolęda dla ciebie” – 3:16
12. „Jeden dzień dla miłości” – 3:32
13. „I gdyby ktoś zapytał mnie”  – 1:38

### CD 2
1. „Dwa słowa dla życia” – 3:30
2. „Dlatego nie chcę”  – 3:08
3. „Zanim gwiazdy pogasną” – 3:31
4. „Nic nie muszę, niczego nie powinnam”  – 2:54
5. „Bo to co najpiękniejsze”  – 3:09

## Notowanie
| Kraj   | Lista | Najwyższa pozycja |
| ------ | ----- | ----------------- |
| Polska | OLiS  | 2                 |

## Certyfikat
| Kraj          | Certyfikat      | Sprzedaż |
| ------------- | --------------- | -------- |
| Polska (ZPAV) | platynowa płyta | 35 000   |

## Nagrody
| Rok  | Ceremonia | Kategoria                            | Rezultat   |
| ---- | --------- | ------------------------------------ | ---------- |
| 2010 | TOPtrendy | Najlepiej sprzedająca się płyta 2009 | 6. miejsce |